# Ignacio Anívole
Ignacio Anívole Ortolani (Buenos Aires, 15 de octubre de 1985) es un futbolista argentino. Juega de mediocampista y su actual equipo es UAI urquiza de Buenos Aires en la Primera B Metropolitana.

## Trayectoria
A mediados del 2008 llega al Cienciano del Cuzco para reemplazar a Julio García quién se fue a Chipre, para así ser el organizador del conjunto incaico. Su paso no fue del todo exitoso jugando 18 partidos pero sin llegar a trascender, a pesar de aquello logra clasificar a la Copa Sudamericana 2009.

## Clubes
| Club                      | País      | Año             |
| ------------------------- | --------- | --------------- |
| Huracán                   | Argentina | 2004-2007       |
| Ferro                     | Argentina | 2007-2008       |
| Cienciano                 | Perú      | 2008            |
| Talleres de Córdoba       | Argentina | 2009-2011       |
| Desamparados              | Argentina | 2011-2012       |
| ACD Lara                  | Venezuela | 2012            |
| Alvarado de Mar del Plata | Argentina | 2013            |
| Deportivo Maipú           | Argentina | 2013 - 2014     |
| Unión Aconquija           | Argentina | 2014            |
| Deportivo Español         | Argentina | 2014 - presente |